# Federazione di baseball della Slovacchia
La Federazione slovacca di baseball (slo. Slovenská bejzbalová federácia) è un'organizzazione fondata nel 1991 per governare la pratica del baseball in Slovacchia.
Organizza il campionato di baseball slovacco, e pone sotto la propria egida la nazionale maschile.